# Shoal Bay Village
Pour les articles homonymes, voir Shoal Bay et Shoal Bay (Darwin).
Bodden Town est une ville située à Anguilla.

## Curiosités historiques
- Le Parc national de Fountain Cavern, ancien sanctuaire des amérindiens Taïnos.